# La societat de l'espectacle
La societat de l'espectacle és un llibre de l'autor situacionista francès Guy Debord publicat l'any 1967, i que és habitualment considerat un capdavanter del postmodernisme. Actualment es designa com a societat de l'espectacle les característiques de la societat postindustrial contemporània que la fan legitimada i sotmesa al control ideològic dels mass media i dels sectors econòmics dedicats a la diversió, consum i distracció massius. Per això es diu que l'actual societat de l'espectacle és avui el suport més fort del capitalisme neoliberal i la causa primordial de la passivitat de les masses populars davant la crisi.
Per aquest motiu, la frase amb què Debord obre el primer capítol del seu llibre és una derivació conscientment tergiversada de la frase que Karl Marx utilitza per començar El Capital:
- "La riquesa de les societats on domina el sistema de producció capitalista apareix com una «acumulació immensa de mercaderies» (primera frase de Marx)
- "Tota la vida de les societats dominades per les condicions modernes de producció es presenta com una immensa acumulació d'espectacles (primera frase de Debord)

Debord desenvolupa en el seu llibre conceptes relacionats a la cultura moderna i al mode de vida acomodatici que desemboquen en una crítica oberta de la societat del seu temps. També conté una crítica punyent del leninisme en totes les seves variants i presenta un camí comunista alternatiu a seguir. Aquesta obra segueix essent una influència visible en un bon nombre de moviments filosòfics i polítics.